# Rhinella achalensis
Rhinella achalensis é uma espécie de sapo da família Bufonidae endêmica do norte da Argentina (províncias de Córdoba e San Luis).
Seus habitats naturais são afloramentos rochosos em pastagens montanhosas, onde se reproduz em riachos de montanha. Os juvenis e os adultos parecem evitar áreas com grande pastoreio, utilizando em vez disso afloramentos rochosos que oferecem mais protecção.